# Manuel Viegas Guerreiro
Manuel Viegas Guerreiro (Querença, Loulé, 1 de Novembro de 1912 — Carnaxide, Oeiras, 1 de Maio de 1997), foi um professor e investigador português. Notabilizou-se principalmente como investigador de etnologia, tanto portuguesa como africana e brasileira, tendo sido um dos principais propulsores da afirmação da etnologia e da antropologia cultural como ciências modernas em Portugal.

## Biografia

### Nascimento e formação
Manuel Viegas Guerreiro nasceu em 1 de Novembro de 1912, em Querença, no concelho de Loulé, numa família de camponeses. Frequentou o curso de Filosofia Clássica na Faculdade de Letras da Universidade de Lisboa, que concluiu em 1936. Em 1969 tirou o doutoramento em Etnologia na mesma instituição.

### Carreira profissional
Em 1939, começou a trabalhar como professor agregado, passando a auxiliar em 1940, e nesse mesmo ano começou a ensinar como professor efectivo no Liceu de Lamego. Entre 1940 e 1946 ajudou o investigador Leite de Vasconcelos nas suas actividades literárias. Entre 1941 e 1944 foi docente no Colégio Militar e no Colégio Infante de Sagres, em Lisboa. Foi professor no Liceu de Faro de 1945 a 1948, no Liceu Diogo Cão, em Sá Bandeira, em Angola, de 1948 a 1950, novamente no Liceu de Faro até 1953, e desde esse ano até 1970 no Liceu de Oeiras. Entre 1955 a 1970, foi bolseiro para ajudar novamente Leite de Vasconcelos na organização e publicação dos seus textos, principalmente a partir do quarto volume da obra Etnografia Portuguesa. Em Novembro de 1970 concorreu para professor extraordinário de Etnologia na Faculdade de Letras de Lisboa, e em Outubro de 1971 como professor catedrático. No âmbito da sua carreira universitária, colaborou em várias missões dentro e fora do país.
Foi um dos fundadores dos Estudos Gerais Livres, e fez parte de várias organizações culturais e científicas, como a Associação Brasileira de Folclore e a Academia das Ciências de Lisboa. Colaborou no lançamento da Revista Lusitana - Nova Série, e na organização de dois colóquios sobre literatura popular, oral e tradicional em 1986 e 1987, com o apoio da Fundação Calouste Gulbenkian.
Distinguiu-se principalmente pela sua carreira como etnólogo, tendo sido responsável por um exaustivo estudo da cultura popular portuguesa, africana e brasileira. Por exemplo, fez importantes investigações sobre os povos bosquímanos, em Angola, e Macondes, em Moçambique. Foi considerado, após a morte de Leite de Vasconcelos, uma das maiores figuras no desenvolvimento da etnologia e da antropologia cultural em território nacional, especialmente no tema da literatura popular oral, tendo contribuído para o avanço destas ciências através da sua carreira docente e como investigador. Aplicou-se igualmente noutras áreas, como geografia, literatura e história, principalmente através de um ponto de via antropológico. Colaborou no Centro de Estudos Geográficos da Faculdade de Letras de Lisboa.
Deixou uma importante obra literária sobre vários temas, incluindo o ensino, história, etnologia, atropologia e literatura popular. Em 1983, publicou, em conjunto com Joaquim Romero Magalhães, a obra História do Reino do Algarve, que foi escrita por Henrique Fernandes Sarrão em 1607.
Aposentou-se em Setembro de 1982.

### Falecimento
Manuel Viegas Guerreiro morreu em 1 de Maio de 1997, aos 84 anos de idade, em Carnaxide.

## Homenagens
Em 2000, foi fundada em Querença a Fundação Manuel Viegas Guerreiro, destinada ao desenvolvimento cultural, económico e social na região do Algarve, através da organização de eventos culturais, e de apoios à investigação, principalmente nas áreas da sociedade, da cultura e do ambiente.